# Eugene "Sdwig" Zvidionny

Eugene "Sdwig" Zvidionny (nacido el 11 de diciembre de 1968 en Vladivostok, Rusia) es un músico ruso a tocar el bajo en la banda Mumiy Troll.

## Primeros años
Estudió en la Escuela Secundaria Número 1. Fue durante este tiempo que él comenzó a tocar el bajo y teclados. Jugó en la banda, «Azbuka» (Alfabeto).
Después de terminar la escuela, estudió en el Instituto Politécnico. Trabajó en un equipo de artes como diseñador gráfico.

## Carrera musical
En 1985, Sdwing se unió a grupos de rock de Vladivostok, «Tretya Strazha» (Guardia Tercera) y «Tumanny Ston» (Misty Moan). Grabó discos con estos, «Tai-Chu» y «estudios Dekade». y otros grupos. En 1990, participó en la grabación del segundo álbum de Mumiy Troll, «Delai U-U».
En el otoño de 1996, recibió una oferta para unirse Mumiy Troll. Ha tocado con Mumiy Troll desde el primer concierto en Vladivostok, en el verano de 1997.